# فيدل هيريرا بلتران
فيدل هيريرا بلتران هو سياسي مكسيكي، ولد في 7 مارس 1949 في نبالتيبك في المكسيك. نشط حزبياً في الحزب الثوري المؤسساتي. وقد انتخب عضو مجلس الشيوخ المكسيكي ‏ وانتخب عضو مجلس النواب المكسيك ‏ وانتخب حاكم  فيراكروز ‏.